# ダッジ・ネオン
ネオン（Neon ）は、アメリカ合衆国の自動車メーカーであるクライスラー（現：ステランティス N.V.）が製造し、クライスラー、ダッジ、プリムスの3ブランドで販売していた乗用車である。

## コンセプトカー（1991年）
「ネオン」の名称は、1991年にダッジブランドのコンセプトカーとして登場したのが初出である。このモデルは1994年発売の初代モデルに多少似ているが、スライド式のスーサイドドアを備えていた。
このコンセプトカーは、クライスラーが1987年にアメリカン・モーターズ（AMC）を買収したことで入社したデザイナーによって設計された。

## 初代（1994年 - 1999年）
1994年1月に北米国際オートショー（NAIAS）で発表され、同月よりアメリカとカナダでセダンの販売を開始。同年中にクーペも追加された。北米ではダッジおよびプリムスブランドで販売されたが、欧州やアジア市場ではクライスラーブランドで発売された。通常、販売チャネルが異なると同一車種でも名称が変わることが多いが、本車の場合は企画段階で各ブランド共通の車名が用いられることが予め決められていた珍しい事例である。
当時の北米市場を席巻していた日本製や韓国製の小型車に対抗して企画された。安価なこれらのライバルに対抗するため、車体については徹底したコスト削減が図られており、アメリカ本国ではベースモデル（エアコンなしのMT車）が8,975ドルという低価格で登場した。当時の日本のマスメディアからは、ゼネラルモーターズ（GM）のサターンとともに「日本車キラー」と呼ばれていた が、廉価車として割り切って足回りやトランクルーム内側の塗装を省略し、方向指示器やワイパーのレバーは中抜き式、後席のパワーウィンドウも設定がないなど、極端なコストダウンが行われている。
スタイリング上の特徴は、当時クライスラーが推し進めていた長いホイールベースと、ボンネットを短く見せる前進させたAピラーとの組み合わせによる「キャビンフォワードパッケージ」で、さらに、異形丸型2灯式ヘッドランプを採用した親しみのあるフロントマスクとし、広告展開では正面を向いて "Hi." と陽気にアピールしていた。
日本では1996年6月、4ドアセダンがクライスラーブランドから発売された。グレードは廉価版の「SE」（本体価格129万9,000円）、中間グレードの「LE」、装備を充実させた最上級の「LX」が輸入され、同年12月までに994台が販売された。正規輸入されたのはすべて右ハンドルで、大半が3速AT車だったが、ごく少数5速MT車も販売された。また、右ハンドル仕様はイギリスやオーストラリアへも輸出された。

## 2代目（1999年 - 2005年）
1999年8月、2000年モデルとして2代目ネオンが発表された。ボディはセダンのみでクーペは廃止された。
ダイムラー（現：メルセデス・ベンツ・グループ）とクライスラーの合併により、メルセデス・ベンツの評価基準が取り入れられた結果、ボディやサスペンションの剛性が大幅に向上し、ハンドリングや操縦安定性が大きく改善された。同時に質感やNVH（騒音・振動・ゴツゴツ感）評価も向上したが、まだ同クラスの日本車には及ばなかった。
アメリカでは2.4 L 直列4気筒DOHC16バルブインタークーラーターボエンジンを搭載したホットモデルの「ネオンSRT-4」が発売され、ベースモデルのヒットともあいまって日本車が独占していたスポーツコンパクト市場に参入した。
日本では、1999年9月4日に右ハンドル仕様で発売された。グレードは本革シートなどの豪華装備を装着した「LX」のみで、車両価格は215万円（消費税抜）と大幅に値上げされた。また、トランスミッションは3速ATのみとされた。
2000年3月4日には「LX」と同額のカーナビとカーオーディオを標準装備した期間限定車「CD／ナビゲーションパッケージ」を、同年4月末日まで発売した。
プリムス・ネオンはブランド廃止に伴い、発売からわずか1年後の2001年をもって販売終了となった。それ以外のモデルは2005年までに生産を終了し、5ドアクロスオーバーSUVのキャリバーが後継となった。

## 3代目（2016年 - 2021年）
トルコ・ブルサで製造される2代目フィアット・ティーポ（セダン）のダッジブランド版として、2017年モデルよりメキシコ市場でネオンの名称が復活した。2016年に生産が打ち切られた5代目ダートの後継も担う。
2021年には販売が終了した。

## 販売台数
| 年     | アメリカ  | カナダ | トータル |
| ------ | --------- | ------ | -------- |
| 1994   | 178,960   | N/A    | 178,960  |
| 1995   | 240,189   | N/A    | 240,189  |
| 1996   | 245,303   | N/A    | 245,303  |
| 1997   | 208,652   | N/A    | 208,652  |
| 1998   | 196,497   | N/A    | 196,497  |
| 1999   | 183,797   | N/A    | 183,797  |
| 2000   | 163.332   | N/A    | 163.332  |
| 2001   | 137,353   | N/A    | 137,353  |
| 2002   | 126,118   | N/A    | 126,118  |
| 2003   | 120,101   | N/A    | 120,101  |
| 2004   | 113,476   | 14,876 | 128,352  |
| 2005   | 113,332   | 15,064 | 128,396  |
| 2006   | 17,239    | 1,847  | 19,086   |
| 総売上 | 2,076,136 |        |          |